# Nationalpark Conguillío
Der Nationalpark Conguillío  (span. Parque Nacional Conguillío ) liegt in Chile in der Region IX, der Región de la Araucanía. Der Park ist auch unter dem Namen Los Paraguas (Die Regenschirme, in Anspielung auf die Form der zahlreichen großen Araukarien) bekannt. In der Sprache der Mapuche-Indianer bedeutet Conguillio so viel wie Wasser mit Pinienkernen.

## Geographie
Der 60.833 ha große Nationalpark liegt etwa 80 km östlich von Temuco in den Anden. Höchster Punkt ist der aktive Vulkan Llaima mit zurzeit etwa 3145 Metern, der zuletzt im Januar 2008 ausbrach. Bei diesem Ausbruch wuchs er von seiner vorherigen Höhe von 3125 Metern, die auf Karten erscheint, zur jetzigen Höhe. Es gibt mehrere Gebirgsseen, von denen der Lago Conguillío und die Laguna Verde die größten sind. Die kleine Laguna Arco Iris existiert erst seit 1994, als bei einem Ausbruch des Vulkans ein Lavadamm entstand und den See aufstaute. Der Name Arco Iris ist Spanisch und bedeutet "Regenbogen".

## Flora und Fauna
Prägend für Landschaft des Parks sind die teilweise dichten Bestände an Araukarien und Südbuchen.

## Tourismus
Es gibt mehrere Campingplätze im Park, deren Ausstattung aber recht spartanisch ist. An der Laguna Conguillío gibt es zudem ein Café. Für Individualtouristen ist der Park etwas schwierig zu erreichen, von Temuco bis zur Abzweigung der Zufahrtsstraße hinter Melipeuco fahren Busse. Die Straße durch den Park (Schotterstraße / Erdpiste) ist für normale Pkw nur mit Vorsicht und bei normalen Wetterverhältnissen befahrbar.
Durch den Park führt ein Teilstück des Wanderweges Sendero de Chile.
Ein kleineres Skigebiet befindet sich am Westhang des Vulkans Llaima.